# Catharina Oostfries
Catharina Oostfries, auch bekannt als Trijntje Sieuwerts (* 1636 oder 1638 in Nieuwkoop; † 13. November 1708 in  Alkmaar) war eine niederländische Glasmalerin und Zeichnerin. 

## Leben und Werk

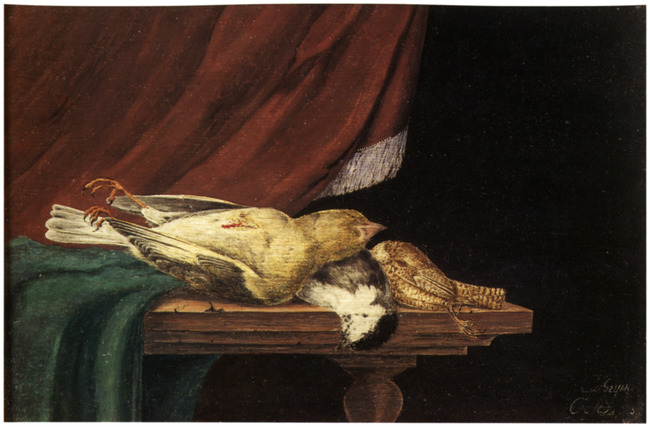
Stillleben

Laut Arnold Houbraken wurde Catharina Oostfries 1636 in Nieuwkoop geboren. Aufgrund des Patronyms Sieuwerts oder Varianten davon, mit dem sie auch in Dokumenten bezeichnet wird, wurde ihr Vater Sieuwert genannt. Es ist über ihre Jugend nichts bekannt. Ihr Bruder war der in Hoorn tätige Glasmaler Jozef Oostfries (1628–1661). Gemäß dem Archiv in Alkmaar heiratete Trijntje Sieuwerts am 2. Oktober 1661 den Glasmaler Claes Pietersz van der Meulen. Beide lebten zur Zeit der Aufgebote am 18. September 1661 in Hoorn. Von den fünf Töchtern und drei Söhnen, die das Paar zwischen 1662 und 1679 hatte, starb mindestens eine Tochter jung. Nur von zwei Söhnen gibt es heute Hinweise. Von Pieter (1667–1714) ist bekannt, dass er Glaser wurde und von Sieuwert (1679–1730), dass er offenbar nach seinem Großvater, einem Marinemaler, benannt war.
Catharina Oostfries war als Künstlerin nach den Angaben von Houbraken auf demselben Gebiet wie ihr Bruder und ihr Mann tätig. Weiter berichtet er, dass sie „so kunstliebend war, dass sie bis zu ihrem zweiundsiebzigsten Lebensjahr jeden Tag arbeitete und fleißig übte, sowohl im Zeichnen als auch in der Glasmalerei.“ Jedoch sind keine Zeichnungen oder Glasmalereien von ihrer Hand nachweisbar. Der Verbleib zweier gezeichneter Seestücke, die 1846 in Utrecht zum Verkauf angeboten wurden, ist ebenfalls unbekannt. Catharina Oostfries malte auch Gemälde, mehrere signierte Stillleben mit Blumen und totem Geflügel sind auf Auktionen aufgetaucht.